# Кубок Украинской ССР по футболу 1945
6-й розыгрыш Кубка УССР состоялся с 27 сентября по 8 ноября 1945 года. Участие принимала 38 команд. Обладателем кубка стал харьковский «Локомотив».

## 1-й круг
| Город   | Команда            | Счёт | Команда                    |
| ------- | ------------------ | ---- | -------------------------- |
| Херсон  | «Спартак» (Херсон) | 3:3  | «Судостроитель» (Николаев) |
| Винница | Команда Винницы    | 6:0  | Команда Житомира           |

## 2-й круг
| Город          | Команда                  | Счёт | Команда                       |
| -------------- | ------------------------ | ---- | ----------------------------- |
| Днепропетровск | «Сталь» (Днепропетровск) | 4:3  | «Динамо» (Ворошиловград)      |
| Херсон         | «Спартак» (Херсон)       | 2:1  | «Сельмаш» (Кировоград)        |
| Ясиноватая     | «Локомотив» (Ясиноватая) | 4:1  | «Сталь» (Днепродзержинск)     |
| Станислав      | Команда Станислава       | 4:0  | «Динамо» (Луцк)               |
| Винница        | Команда Винницы          | 0:3  | Команда Тернополя             |
| Сумы           | «Динамо» (Сумы)          | 1:2  | «Динамо» (6-й райсовет, Киев) |
| Краматорск     | «Авангард» (Краматорск)  | 3:3  | «Динамо» (Харьков)            |
| Краматорск     | «Авангард» (Краматорск)  | 3:2  | «Динамо» (Харьков)            |
| Харьков        | «Трактор-ХТЗ» (Харьков)  | 5:0  | «Сталь» (Константиновка)      |
| Запорожье      | «Локомотив» (Запорожье)  | 3:0  | «Строитель» (Кривой Рог)      |
| Киев           | ВВС КВО (Киев)           | +:-  | «Спартак» (Львов)             |
| Львов          | «Динамо» (Львов)         | 9:0  | «Спартак» (Дрогобыч)          |

## 3-й круг
| Город          | Команда                       | Счёт | Команда                 |
| -------------- | ----------------------------- | ---- | ----------------------- |
| Киев           | «Динамо» (6-й райсовет, Киев) | 2:0  | ВВС КВО (Киев)          |
| Херсон         | «Спартак» (Херсон)            | 0:0  | «Трактор-ХТЗ» (Харьков) |
| Херсон         | «Спартак» (Херсон)            | 0:2  | «Трактор-ХТЗ» (Харьков) |
| Днепропетровск | «Сталь» (Днепропетровск)      | 4:0  | «Авангард» (Краматорск) |
| Запорожье      | «Локомотив» (Запорожье)       | 4:0  | «Угольщики» (Сталино)   |
| Львов          | «Динамо» (Львов)              | 6:0  | Команда Станислава      |

## 4-й круг
| Город     | Команда                 | Счёт | Команда                       |
| --------- | ----------------------- | ---- | ----------------------------- |
| Киев      | «Динамо» (Киев)         | 2:0  | «Трактор-ХТЗ» (Харьков)       |
| Мариуполь | «Сталь» (Мариуполь)     | +:-  | «Сталь» (Днепропетровск)      |
| Запорожье | «Локомотив» (Запорожье) | +:-  | «Динамо» (Львов)              |
| Харьков   | «Локомотив» (Харьков)   | 7:0  | «Динамо» (6-й райсовет, Киев) |

## Четвертьфиналы
| Город   | Команда               | Счёт | Команда                 |
| ------- | --------------------- | ---- | ----------------------- |
| Ужгород | Команда Ужгорода      | П:В  | «Стахановец» (Сталино)  |
| Киев    | «Динамо» (Киев)       | 4:1  | «Локомотив» (Запорожье) |
| Харьков | «Локомотив» (Харьков) | 15:0 | «Сталь» (Мариуполь)     |
| Одесса  | «Пищевик» (Одесса)    | 1:0  | «Динамо» (Черновцы)     |

## Полуфиналы
| Город | Команда               | Счёт | Команда                |
| ----- | --------------------- | ---- | ---------------------- |
| Киев  | «Динамо» (Киев)       | 2:2  | «Пищевик» (Одесса)     |
| Киев  | «Динамо» (Киев)       | 4:1  | «Пищевик» (Одесса)     |
| Киев  | «Локомотив» (Харьков) | 2:0  | «Стахановец» (Сталино) |

## Финал
| 8 ноября 1945 года | \| «Динамо» Киев \| 0:1 \| «Локомотив» Харьков \| | Киев                |
| Локомотив: Скороход, Бутенко, Безрук, Рогозянский, Хлыстов, Гуркин, Горохов, Головин, Теляк, Усиков, Орлов, Балацкий Гл. тренер: Пётр Паровышников |                                                   |                     |
| «Динамо» Киев | 0:1                                               | «Локомотив» Харьков |